# Cairns Castle

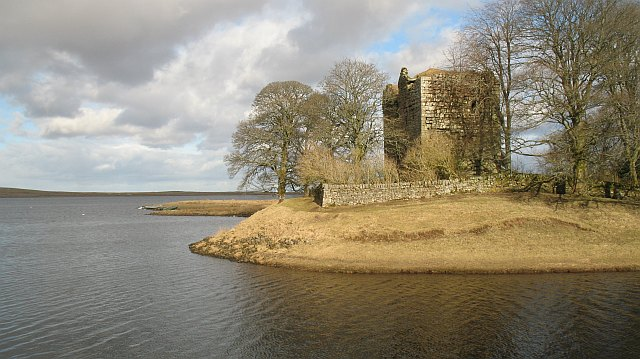
Cairns Castle am Ufer des Harperrig Reservoir

Cairns Castle ist die Ruine eines Donjons aus dem 15. Jahrhundert, etwa 10 km südwestlich von Balerno, einem Vorort der schottischen Hauptstadt Edinburgh in der Council Area West Lothian. Die Ruine liegt am südwestlichen Ende des Harperrig Reservoir.
Möglicherweise wurde dieser Donjon auch Easter Cairns Castle genannt, wobei sich diese Bezeichnung auch auf eine andere Burg in der Umgebung beziehen könnte.

## Geschichte
Die Burg gehörte ursprünglich dem Clan Crichton; George Crichton, Earl of Caithness, ließ sie erbauen. Dann fiel sie an die Tennents, die sie 1542 bis 1708 in Besitz hatten.

## Architektur
Die Burg hatte neben dem Donjon noch einen angebauten Flügel. Sie hatte einen Gewölbekeller, eine Küche im Erdgeschoss und einen Rittersaal im Stockwerk darüber. Alle Geschosse waren mit einer Wendeltreppe in der Innenecke zwischen dem Hauptblock und dem angebauten Flügel erreichbar. Es gab mindestens drei Stockwerke. Der offene Kamin in der Küche wurde in einen Eingang umgewandelt. Der Eingangsturm im Ostteil der Anlage existiert nicht mehr.
Seit 30. November 1981 gilt Cairns Castle als Scheduled Monument. Historic Scotland hatte Cairns Castle als historisches Bauwerk der Kategorie B gelistet, bis es 2015 ausgelistet wurde.